# Bayeuxsteek

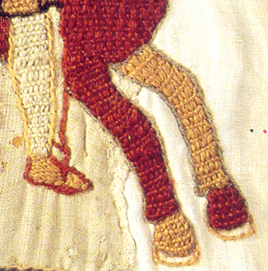
Detail van het tapijt van Bayeux. Voor zowel de benen van het paard als die van de ruiter geldt dat de satijnsteken in de lengterichting zijn aangebracht.

De bayeuxsteek is een borduursteek die gebruikt is voor het Tapijt van Bayeux. De steek is gebaseerd op de satijnsteek, de steek wordt echter heen-en-weer gemaakt, zodat alleen aan de voorzijde van het borduurwerk de vlakvulling zichtbaar is. Deze steek wordt ook wel spaarsteek genoemd, omdat het materiaal spaart. 
De bayeuxsteek werd al gebruikt in 1068, toen het tapijt van Bayeux werd gemaakt. Er zijn echter ook moderne toepassingen van de steek. 

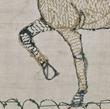
Achterzijde van het borduurwerk, eveneens met benen van een paard. Te zien is dat de vlakvulling van de satijnsteken aan de achterzijde niet zichtbaar is. Wel zijn de kleine steekjes te zien waarmee de dwarssteken zijn vastgezet.

De lange, vlakvullende, satijnsteken worden op hun plaats gehouden door om de 3-4 mm een lange kruisende steek te plaatsen. Deze kruisende steken worden op hun  beurt weer op hun plaats gehouden met kleine dwarse steekjes, parallel aan de satijnsteek. Deze kleine steekjes worden op verspringende hoogte geplaatst.
De steek heeft een aantal voordelen:
- Er kan snel een groot vlak mee gevuld worden
- De steek hoeft niet afgeteld te worden
- Op het stramien ontstaat bij gebruik van de Bayeuxsteek een reliëf.